# 410. pr. Kr.
◄ | 6. stoljeće pr. Kr. | 5. stoljeće pr. Kr. | 4. stoljeće pr. Kr. | ►
◄ | 440-ih pr. Kr. | 430-ih pr. Kr. | 420-ih pr. Kr. | 410-ih pr. Kr. | 400-ih pr. Kr. | 390-ih pr. Kr. | 380-ih pr. Kr. | ►
◄◄ | ◄ | 413. pr. Kr. | 412. pr. Kr. | 411. pr. Kr. | 410 pr. Kr. | 409. pr. Kr. | 408. pr. Kr. | 407. pr. Kr. | ► | ►►
Astronomija

## Događaji
- Bitka kod Abida

## Vanjske poveznice
|  | Zajednički poslužitelj ima još gradiva o temi 410. pr. Kr. |